# Gilles Cousin
Gilles Cousin est un réalisateur français né au Mans en 1958.

## Biographie
Après avoir réalisé un long métrage, Rouget le braconnier, Gilles Cousin s'est consacré au tournage de documentaires.

## Filmographie

### Courts métrages
- 1977 : Coup double
- 1978 : La Ligature[2]
- 1987 : Cenomanies

### Long métrage
- 1989 : Rouget le braconnier